# Ган (дворянский род)
Ган (нем. von Hahn) — русский дворянский род, внесённый в родословную книгу дворян Петербургской, а также в списки дворян Курляндской, Лифляндской и Эстляндской губерний, и острова Эзель.

## История

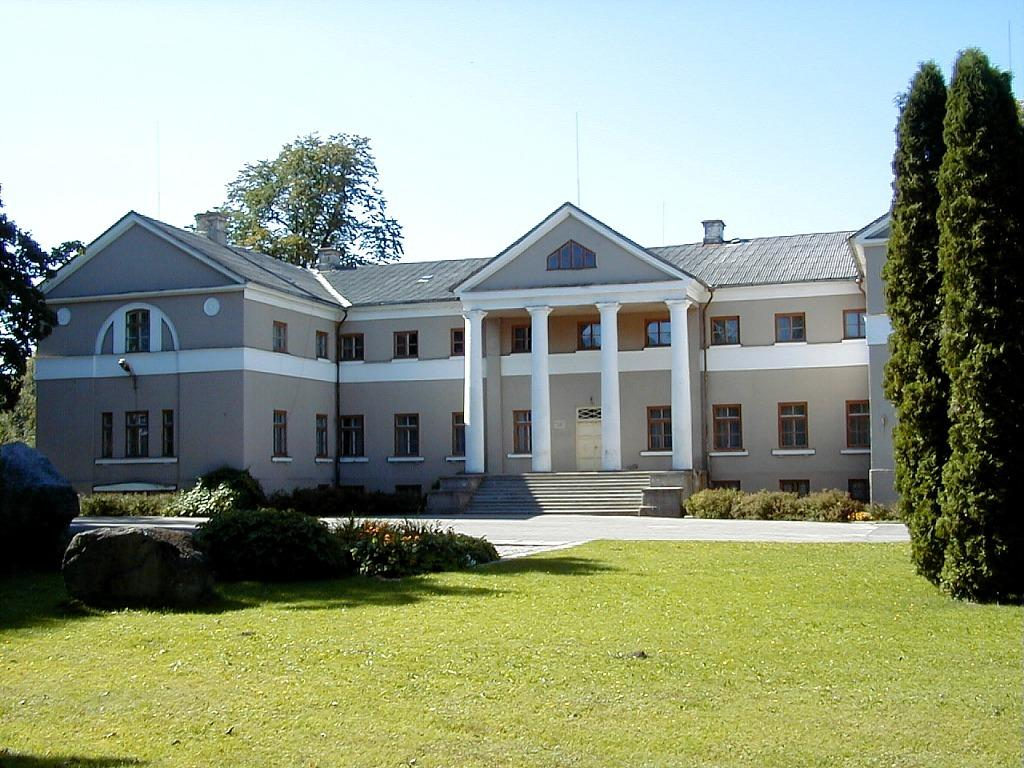
Мыза Постенден близ Талсена (1999)

Первые представители рода Ган появились на территории Курляндии в XV веке. В 1476 году магистр Тевтонского ордена Берндт фон дер Борх завещал Генриху Гану и всем его наследникам поместье и земли Пастенде в районе Талсена, которые до 1939 года постоянно оставались в руках рода Ган. Сын Генриха Юрген продолжил Пастендскую ветвь Ганов, а внуки его сына Фридриха основали Litauische Linie (Генрих) и Haus Memelhof (Герман). Представители рода Ган жили и имели собственность в Лифляндии, Эстляндии и Эзеле.
Определениями Правительствующего сената, от 10 июня 1853 года, 4 октября 1854 года, 5 сентября 1855 и 28 февраля 1862 г.г., и Высочайше утверждённым, 22 января 1868 года, мнением Государственного Совета за курляндской дворянской фамилией фон-Ган, внесенной также в дворянские матрикулы Лифляндской и Эстляндской губерний, признан баронский титул.
Петербургские Ганы, хотя и пользовались в светском кругу баронским титулом, прошения об утверждении в нём не подавали.

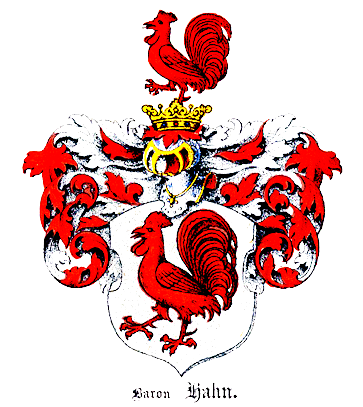
Герб Ганов: Курлянская, Лифлянская и Эстляндская губернии, остров Эзель, Baltisches Wappenbuch

## Описание герба И. А. Гана
В Общий гербовник Российской империи под номером 129, в первую часть, внесён род, происходящий от Иоганна Августа фон Гана (Johann August von Hahn), (1730? — 26.12.1799, Санкт-Петербург), в дворянское достоинство пожалованный в 1791 году (диплом от 20.12.1791): щит разделён диагонально на три равные части слева направо; верхняя часть имеет голубое поле с выходящей золотой короной; на среднем зелёном поле означен Меркуриев золотой жезл; в нижней в красном поле — чёрный петух, на земле стоящий с распущенными крыльями.
Щит увенчан обыкновенным дворянским шлемом со страусовыми перьями. Намёт на щите голубой, подложенный зелёным и красным цветом. Герб Гана внесён в Часть 1 Общего гербовника дворянских родов Всероссийской империи, стр. 129.
Родовой герб, внесённый в гербовник Эзельского, Эстляндского, Курляндского и Лифляндского дворянства: на серебряном щите красный шагающий петух; щит увенчан шлемом и, на нём, дворянскою короною с шагающим красным петухом; намёт на щите белый, подложенный красным.
Сыновья Иоганна Августа — Фёдор и Карл — были внесены в дворянскую родословную книгу Санкт-Петербургской губернии. Внуки Иоганна Августа — Эрнст и Карл — имматрикулированы в Остзейское дворянство в 1848 году с родовым гербом Ган.

## Известные представители рода
- Барон Ган, Павел Васильевич (1793—1862) — тайный советник, сенатор, член Государственного Совета
- Ган, Евгений Фёдорович (1807—1874) — тайный советник, сенатор, первоприсутствующий Второго департамента Правительствующего сената
- Ган, Александр Фёдорович (1809—1895) — генерал от инфантерии, член Военного совета
- Ган, Дмитрий Карлович (1830—1907) — генерал от инфантерии, создатель пограничной службы России и первый командующий Отдельным корпусом пограничной стражи[7]
- Ган, Сергей Дмитриевич (1860—1914) — действ. тайный советник, Директор Государственного банка и товарищ министра торговли и промышленности
- Ган, Евгения Евгениевна (1847—1933) — баронесса, фрейлина Высочайшего Двора, погребена на кладбище Cimetière Orthodoxe de Caucade в Ницце
- Ган, Николай Алексеевич (15.07.1854 — 18.01.1909), барон, полковник артиллерии, до 1909 года командующий Финляндским Стрелковым артиллерийским парком в г. Тавастгусе
- Ган, Константин Сергеевич (1893—1937) — выпускник Александровского Лицея. После ускоренных курсов выпущен прапорщиком л.-гв. Гренадерского полка, затем подпоручик л.-гв. 3-го Стрелкового полка. В войсках белого Восточного фронта; представитель Ставки при английской миссии в Омске. Участник Сибирского Ледяного похода. Расстрелян 28 декабря 1937 года.